# Älgetjärnen, Jämtland
Älgetjärnen är en sjö i Bräcke kommun i Jämtland och ingår i Indalsälvens huvudavrinningsområde.